# Boom Town (película de 1940)
Boom Town (traducida al español como Fruto dorado) es una película de aventuras estadounidense dirigida por Jack Conway y estrenada en 1940.

## Argumento
Durante la fiebre del petróleo en los campos de Oklahoma, en Estados Unidos, John McMasters y Jonathan Sand buscan campos de petróleo para explotar. Los dos son amigos pero chocan a menudo en los negocios. Ambos empiezan a tener problemas cuando se enamoran de la misma mujer, Elizabeth, que se casa con John, poniendo una dura prueba en la amistad entre ambos.

## Reparto
- Claudette Colbert: Elizabeth Bartlett McMasters
- Clark Gable: Big John McMasters
- Spencer Tracy: Jonathan Sand
- Hedy Lamarr: Karen Vanmeer
- Frank Morgan: Luther Aldrich
- Lionel Atwill: Harry Compton
- Marion Martin: Whitey
- Chill Wills: Harmony Jones
- Minna Gombell: Eva 'Evie'
- Joe Yule: Ed Murphy
- Horace Murphy: Tom Murphy
- Roy Gordon: 'Mac' McCreery

## Premios
- 1941: Oscar a la mejor fotografía por Harold Rosson.
- 1941: Oscar a los mejores efectos visuales por A. Arnold Gillespie (fotografía) y Douglas Shearer (sonido).